# J-Kwon
J-Kwon, de son vrai nom Jerrell Jones, né le 28 mars 1986 à Saint-Louis, dans le Missouri (États-Unis), est un rappeur américain, surtout connu pour son single « Tipsy » publié en 2004.

## Biographie
À 12 ans, Jones est retiré de sa famille pour avoir vendu illégalement de la drogue. Il dort chez des amis et dans des voitures ; et après avoir gagné une battle, souffre de la mâchoire. J-Kwon se popularise significativement grâce à son single Tipsy extrait de son album Hood Hop, qui atteint la 7e place du Billboard 200.
Pour le film XXX: State of the Union, sorti en 2005, J-Kwon compose le single Get XXX'd avec Petey Pablo et Ebony Eyez. J-Kwon se lance dans la suite de Hood Hop, intitulée Louisville Slugger la même année. Il collabore avec Andy Milonakis pour Like Dis, pour la promotion du Andy Milonakis Show, et participe au single de Bow Wow Fresh Azimiz. En 2008, il publie le single Boo Boo sur son propre label Hood Hop Music avec l'album Hood Hop 2 l'année suivante sur Internet. Sa suite, Hood Hop 2.5', est publiée en format CD le 28 juillet 2009. Le premier single s'intitule Louie Bounce (I Smacked Nikki).
En mars 2010, le label de J-Kwon, Gracie Entertainment, lance un avis de recherche pour J-Kwon. L'année suivante, MTV News rapporte que l'artiste a pris contact avec le label et qu'il va bien. Il explique avoir « pris du temps pour se reposer ». J-Kwon publie son quatrième album le 23 mars 2010, J-Kwon.
En juin 2013, il compose une diss song sur Odd Future et Pusha T.

## Discographie
- 2004 : Hood Hop
- 2009 : Hood Hop 2
- 2009 : Hood Hop 2.5
- 2010 : J-Kwon